# Galați
Galați (magyarul: Galac, németül: Galatz, törökül: Kalas, bolgárul: Gałacz) város Románia délkeleti részén, a Duna mellett, a Moldva régióban, a Moldovai Köztársasággal és Ukrajnával közös déli hármashatár közelében, Galați megye székhelye. A 2011-es népszámlálási adatok szerint 249 432 lakossal rendelkezett, ezzel a nyolcadik helyen áll Romániában. A város a térség gazdasági központja, itt található Moldva egyetlen kikötője, a haditengerészeti hajógyár és az ország legnagyobb acélgyára.
A mai város területén már a dák és a római korban is léteztek kisebb települések, a várost viszont először 1445-ben említik. A későbbiekben Galați fontos kereskedelmi központtá fejlődött, mindenekelőtt dunai kikötőjének köszönhetően.
A 17. században a várost a Moldovai Fejedelemségben a legjelentősebb városnak nevezték ki Jászvásár után. 1775-ben Oroszország konzulátust hozott létre Galațiban. 1789-ben, az 1787–92-es orosz-török háborúban azonban Mihail Kamenszkij orosz tábornok seregei felgyújtották a várost.
A 19. században kereskedővárosi jelentősége tovább nőtt, hiszen már nemcsak a Havasalföld Hercegséggel és az Oszmán Birodalommal volt határos, hanem az Orosz Birodalommal is. Az első világháború alatt, mikor a várost ideiglenesen német csapatok szállták meg, az ipari fejlődés megindult.
A második világháború idején orosz, majd német repülőgépek is bombázták a várost, a történelmi városközpont pedig szinte teljesen megsemmisült, a román király által 1872. szeptember 13-án felavatott impozáns „utasállomás” épülete sok más történelmi épülethez hasonlóan a földdel vált egyenlővé. 1952-ben lett a vele azonos nevű megyének a székhelye, 1965-ben pedig megkezdődött az akkor Kelet-Európa legnagyobb acélgyárának az építése.

## Nevének eredete
Nevének eredetére több elmélet is született: Valószínűsíthető, hogy a város neve a kun galat szóból ered, amely az arab qal'at (erőd) szó származéka. Felmerült a szerb galac eredet is, de ezt elvetették. Egyes kutatók szerint az i. e. III. évezredben gall eredetű törzsek laktak a vidéken, akik itt erődöt építettek, melyet később róluk neveztek el. Mások szerint pedig a várost az időszámítás szerinti 4. században a római Cocceius Galattus alapította, aki Nagy Constantinus császár küldötte volt, de van olyan feltevés is, amely a régi források alapján gondolja úgy, hogy az egykor itt álló halászfalut nevezték el Gǎlaț falunak.

## Története
A régészeti leletek tanúsága szerint a város és környéke már évezredekkel ezelőtt lakott hely volt, e vidéken az idők során sokfajta néptörzs meg foldult: a rómaiak építkezéseinek is nyoma található a vidéken, akik erődöket emeltek errefelé a Duna biztosítására. A Szeret folyó bal partján (Barboşi mellett) Traianus császár korában létesült katonai tábor a Duna másik partján fekvő Garvăn melletti Diogenitával szemben. E két erőd is a Római Birodalom szélén létesített limes része volt, különleges fontosságukat jelzi, hogy az egykori római katonai flotta gyülekezési helyén álltak.
A környéken a népvándorlások idején is több népcsoport töltött el hosszabb-rövidebb időt; a 7. és 9. század között például az első bolgár birodalom tartotta hatalmában.
A vidék része a magyar történelemben Etelköz néven (Dnyeper-Prut-Szeret folyók köze) ismert területnek. A magyarok itt telepedtek le egy időre 800 körül, miután kiszorultak Levédiából, és 895-ben innen indultak a Kárpát-medence elfoglalására engedve az őket szorongató besenyők nyomásának. Később is különböző népek váltották itt egymást, egészen a 13. századig.
A város nevét először 1445-ben említették egy oklevélben Galați falu néven. Ekkor még kis halászhely volt csupán, egy évszázaddal később azonban már mint Moldva kikötője volt említve. A krónikás Ion Neculce (1672-1745) szerint pedig Petru Rareş, Ştefan Cel Mare fejedelem fia itt élt fiatal korában.
A 16. század elején a várost a törökök foglalták el, majd rövidesen forgalmas kikötővárossá nőtte ki magát. A város akkori mozgalmasnak mondható életéről egy 1600 körüli évekből fennmaradt feljegyzés mesél: Galați kikötőjéből évente több tízezer tonna gabona, 25000 juh, 3000 ló, temérdek épületfa, a törökök puskaporgyártásához salétrom, a szeráj világításához viasz, valamint só, zsír, méz, vaj, sajt került Konstantinápolyba.
A kikötő 1823 után, a török uralom végén kezdett el korszerűsödni a nemzetközi kereskedelmi kapcsolatok révén.  Majd miután 1837-től 1883-ig a város szabadkikötő lett, fokozódott a kereskedők, pénzváltók ideáramlása és egyidejűleg megindult az iparosodás, a város felvirágzása is.
1789-ben, az orosz–török háború idején a várost az oroszok felégették. Az 1907-es román parasztfelkelés a várost és környékét is elérte; a felkelést a hadsereg leverte.
Galați nemcsak gazdasági, de kulturális központ is. Az iskolák építése már a török uralom vége után megindult, a városban napilapok, folyóiratok jelentek meg, köztük több magyar nyelvű is: 1868-ban egy magyar református lelkész Czelder Márton adta ki a Missiói Lapok-at, aki református templomot is építtetett a városban a környék magyar lakosai számára.
1957-ben alakult meg a város műszaki egyeteme, van pedagógiai főiskolája, több szakiskolája, színháza, bábszínháza és hangversenyterme, múzeuma; természettudományi múzeuma, könyvtára is.

## Látnivalók
Az erődített Sf. Precista templom a Duna partján 1647-ben épült. A legenda szerint a templomtól egy alagút vezetett a Duna alatt a túlpartra. A városban van egy szoborpark, botanikus kert, több múzeum, operaház és egy több kilométeres sétány a Duna partján.

## Gazdaság
A városban található Románia legnagyobb vasipari üzeme, a Mittal Steel Company N.V., amely 2001-ig állami tulajdonú volt és még ma is a régi nevén, Sidexként emlegetik. A városban található az ország második legnagyobb kikötője, és egy holland kézben levő modern hajógyár is.

## Híres emberek
- Alexandru Ioan Cuza (1820–1873) Románia első uralkodója
- Petre Barbu (1962) író, drámaíró
- Ileana Cotrubaș (1939) opera-énekesnő
- Ovid S. Crohmălniceanu (1921–2000) irodalomtörténész
- Camil Ressu (1880–1962) festő
- Salbeck Ferenc (1703–1770) Jézus-társasági áldozópap és tanár
- Salbeck Károly (1725–1787) szepesi püspök

## Képgaléria

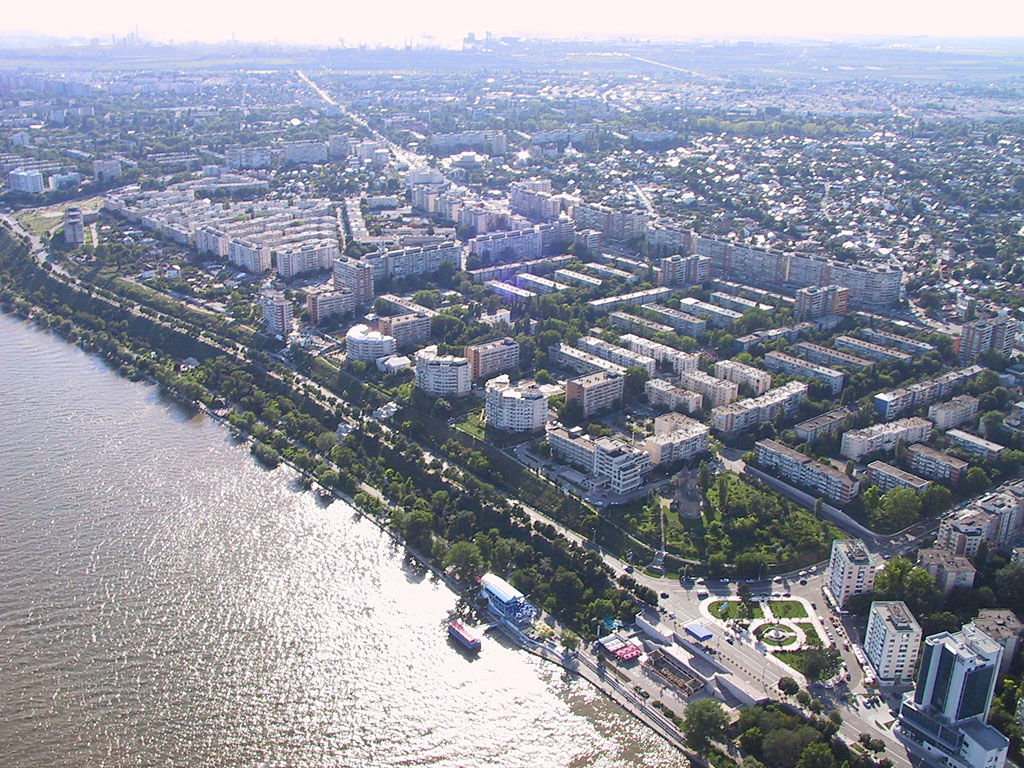
Galați légifotón
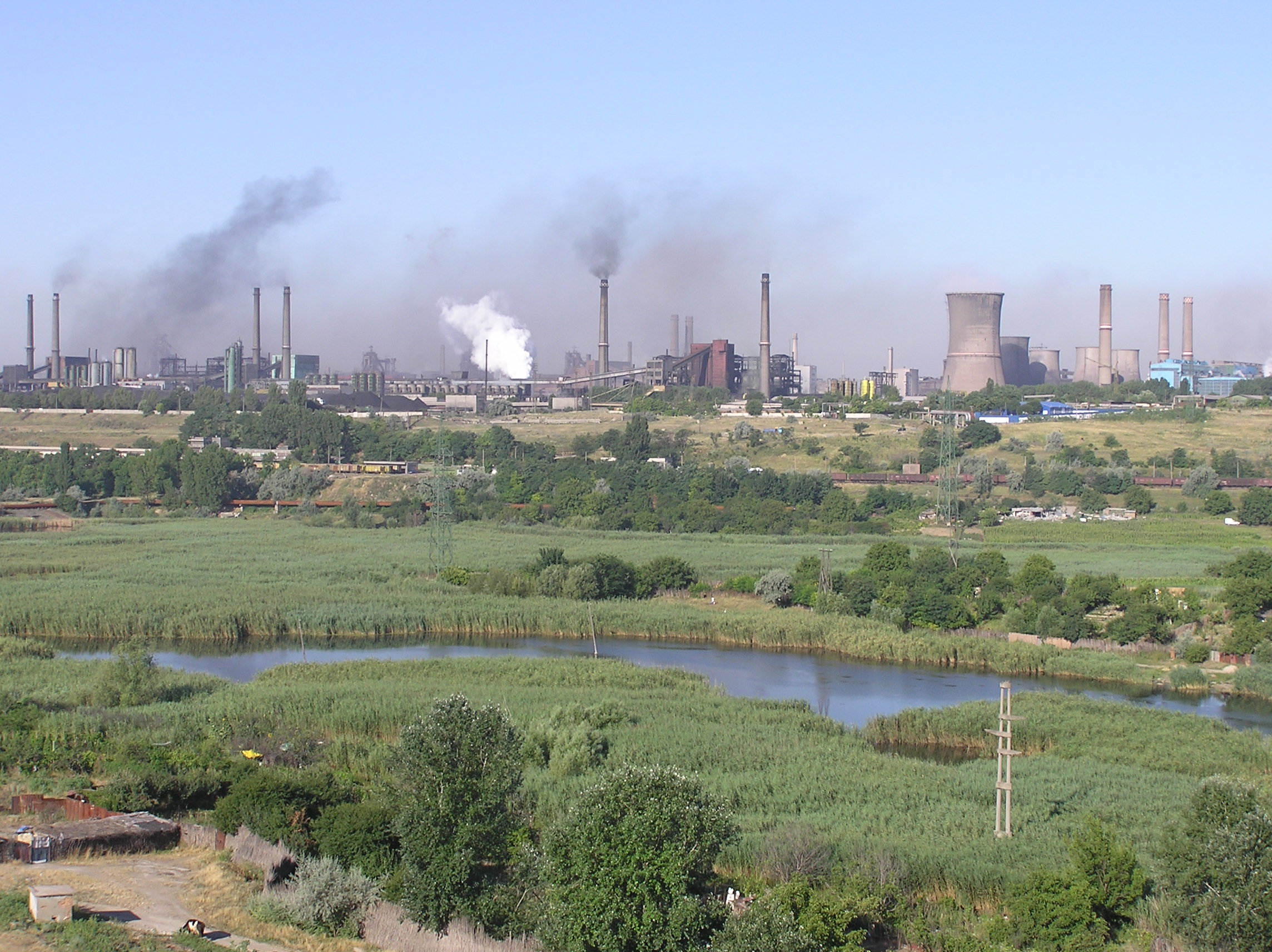
A Mittal Steel acélgyár
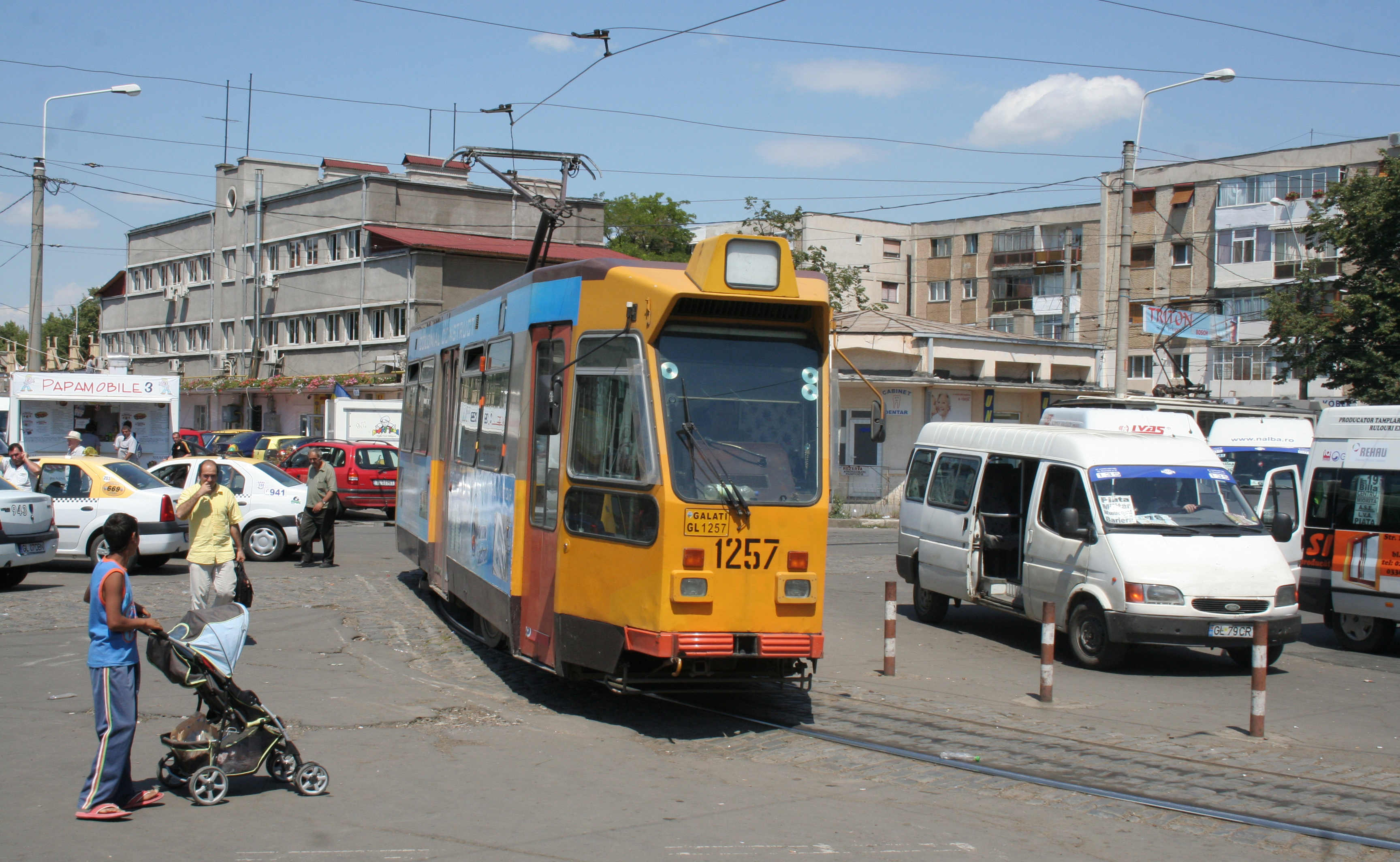
Villamos
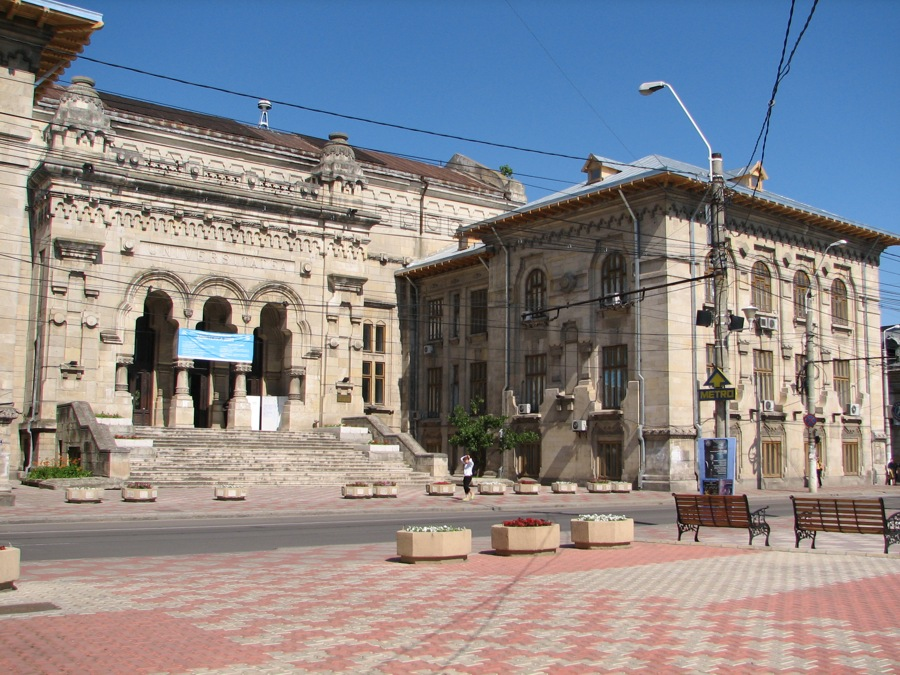
Egyetem
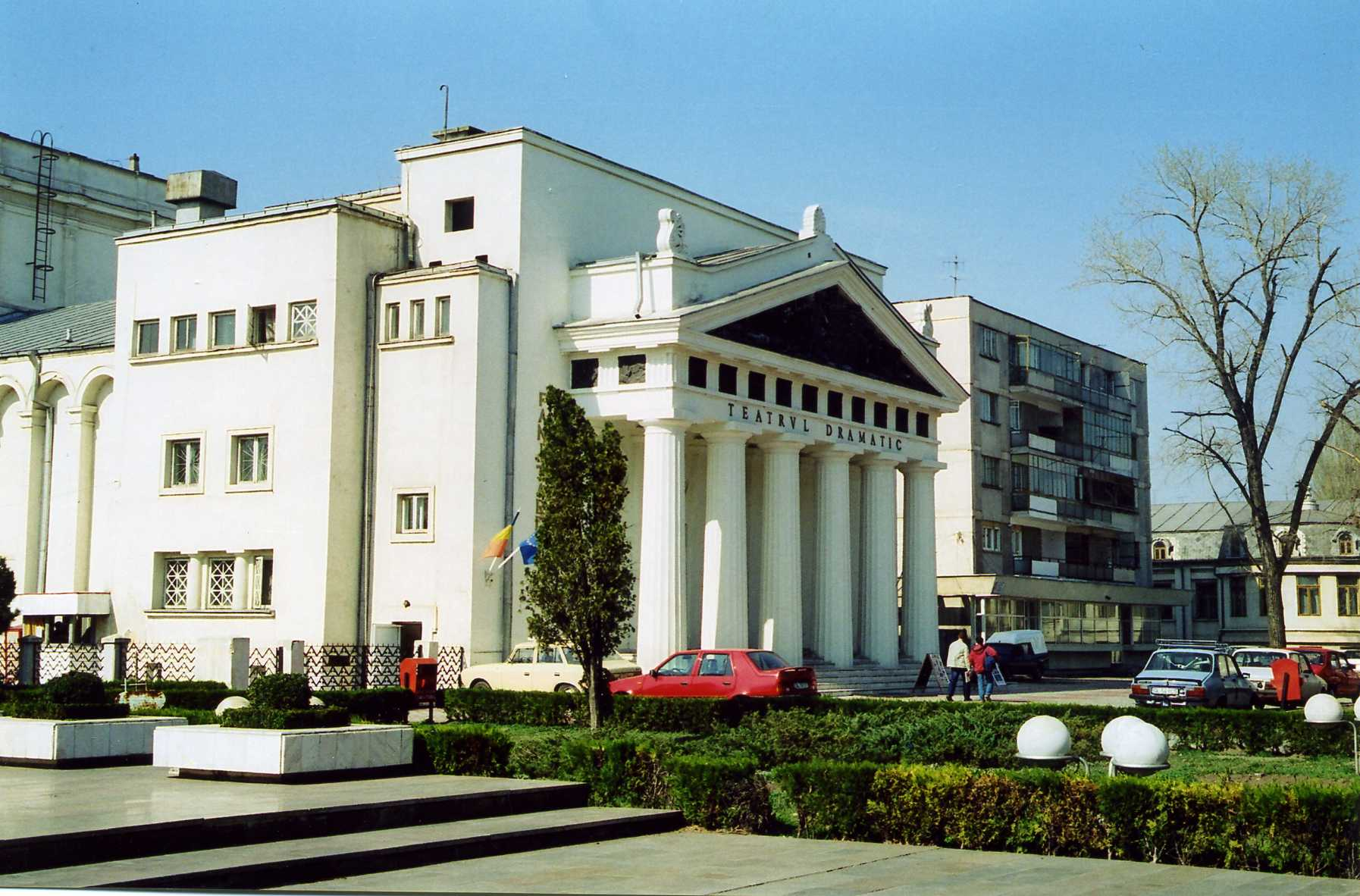
Színház
Ortodox templom

## Testvérvárosok
- Ancona, Olaszország
- Coventry, Egyesült Királyság
- Hammond, USA
- Jalta, Ukrajna
- Jesi, Olaszország
- Limón, Costa Rica
- Mikolajiv, Ukrajna
- Odessza, Ukrajna
- Pessac, Franciaország
- Pireusz, Görögország
- Szevasztopol, Ukrajna
- Vuhan, Kína